# Hori (álbum)
Hori é o primeiro e único álbum de estúdio da banda brasileira de mesmo nome. Lançado em 26 de agosto de 2009 pela Warner Music Brasil. O primeiro single, Segredo, teve sua estréia em 28 de julho de 2009, e lançado seu vídeo clipe em setembro do mesmo ano, sendo que o segundo single, "A Paz", foi lançado em 14 de outubro, não obtendo êxito.

## Faixas
| N.º | Título                       | Compositor(es)                              | Duração |  |
| 1.  | "Segredo"                    | Renan Augusto; Max Klein; Fabio Maciel      |         |  |
| 2.  | "Quando Você Voltar"         | Max Klein                                   |         |  |
| 3.  | "A Paz"                      | Max Klein; Renan Augusto; Fiuk, Titto Valle |         |  |
| 4.  | "Circus"                     | Max Klein; Fiuk                             |         |  |
| 5.  | "Ela"                        | Max Klein                                   |         |  |
| 6.  | "23 De Novembro"             | Fê Campos                                   |         |  |
| 7.  | "O Que Eu Sonhava"           | Fiuk, Renan, Titto Valle                    |         |  |
| 8.  | "Verdade"                    | Fiuk; Max Klein                             |         |  |
| 9.  | "Medos, Sonhos e Coragem"    | Max Klein; Fiuk                             |         |  |
| 10. | "Foi Melhor"                 | Max Klein; Renan Augusto                    |         |  |
| 11. | "Talvez"                     | Renan Augusto; Xande Bispo                  |         |  |
| 12. | "Felicidade, Paz e Harmonia" | Fiuk; Titto Valle                           |         |  |

## Relançamento
Em 10 de março de 2010 o álbum é relançado com título de Hóri (Versão + Fã), trazendo quatro faixas inédias adicionadas ao álbum. O primeiro single do relançamento, "Só Você", uma regravação da canção de Fábio Jr., teve um grande desempenho, alcançando a quarta posição no Hit Parade Brasil, sendo que o segundo single, Linda, Tão Linda tendo alcançado posição melhor no Hot 100 Brasil, onde figurou dentre as vinte mais bem sucedidas. O terceiro single do álbum, Diga Que Me Quer, foi lançada em 12 de agosto de 2010, exclusivamente pelo programa Video Game, da apresentadora Angélica.

### Faixas
| Relançamento |                                    |                                             |         |  |
| N.º          | Título                             | Compositor(es)                              | Duração |  |
| 1.           | "Linda, Tão Linda"                 | Fiuk                                        |         |  |
| 2.           | "Só Você"                          | Vinicius Cantuária                          |         |  |
| 3.           | "Quem Eu Sou"                      | Max Klein; Fiuk                             |         |  |
| 4.           | "Segredo"                          | Renan Augusto; Max Klein; Fabio Maciel      |         |  |
| 5.           | "Quando Você Voltar"               | Max Klein                                   |         |  |
| 6.           | "A Paz"                            | Max Klein; Renan Augusto; Fiuk; Titto Valle |         |  |
| 7.           | "Circus"                           | Max Klein; Fiuk                             |         |  |
| 8.           | "Ela"                              | Max Klein                                   |         |  |
| 9.           | "23 De Novembro"                   | Fê Campos                                   |         |  |
| 10.          | "O Que Eu Sonhava"                 | Fiuk; Titto Valle                           |         |  |
| 11.          | "Verdade"                          | Fiuk; Max Klein                             |         |  |
| 12.          | "Medos, Sonhos e Coragem"          | Max Klein; Fiuk                             |         |  |
| 13.          | "Foi Melhor"                       | Max Klein; Renan Augusto                    |         |  |
| 14.          | "Talvez"                           | Renan Augusto; Pedro Moraes                 |         |  |
| 15.          | "Felicidade, Paz e Harmonia"       | Fiuk; Titto Valle                           |         |  |
| 16.          | "Diga Que Me Quer"                 | Max Klein; Renan Augusto; Pedro Moraes      |         |  |
| 17.          | "O Amor Acabou para Nós"           | Max Klein                                   |         |  |
| 18.          | "23 de Novembro (Versão Acústica)" | Fê Campos                                   |         |  |

## Posições
| Paradas (2010) (Relançamento) | Posições |
| ----------------------------- | -------- |
| Brasil - ABPD                 | 4        |
| Brasil - Top 30 CDs Sales     | 5        |
| Brasil - Billboard Brasil     | 18       |

| País / Certificadora       | Vendas |
| -------------------------- | ------ |
| Brasil ABPD                | 5.000  |
| Brasil ABPD (Relançamento) | 30.000 |

## Histórico de lançamento
| País                  | Data                 | Formato | Gravadora    |
| --------------------- | -------------------- | ------- | ------------ |
| Brasil                | 26 de Agosto de 2009 | CD      | Warner Music |
| Brasil (Relançamento) | 10 de março de 2010  | CD      | Warner Music |
| Hispano-América       | 30 de julho de 2010  | CD      | Warner Music |